# Octonoba senkakuensis
Espèce
Octonoba senkakuensis est une espèce d'araignées aranéomorphes de la famille des Uloboridae.

## Distribution
Cette espèce est endémique des îles Senkaku dans l'archipel Nansei au Japon,. Elle se rencontre sur Uotsuri-jima.

## Étymologie
Son nom d'espèce, composé de senkaku et du suffixe latin -ensis, « qui vit dans, qui habite », lui a été donné en référence au lieu de sa découverte, les îles Senkaku.

## Publication originale
- Yoshida, 1983 : A new spider of the genus Octonoba (Araneae, Uloboridae) from Uotsuri-jima of the Senkaku Islands, Japan. Bulletin of the Biogeographical Society of Japan vol. 38, p. 35-38.